# سياغ
سياغ (بالإنجليزية: Xayag)‏ هي منطقة سكنية تقع في الصين في أزمة التبت والصين. يقدر عدد سكانها بـ
- نسمة .